# NAZWA!
NAZWA!（ナズワ）は、日本のDJユニット。2018年に結成され、解散。

## メディア出演
ラジオ
- TOKYO M.A.A.D SPIN - ナビゲーター